# 58672 Remigio
58672 Remigio è un asteroide della fascia principale. Scoperto nel 1997, presenta un'orbita caratterizzata da un semiasse maggiore pari a 2,6200304 au e da un'eccentricità di 0,2460407, inclinata di 12,20767° rispetto all'eclittica.
L'asteroide è dedicato all'astronomo amatoriale Remigio Scarfi.